# PVC-fasad
PVC-fasad, populärt även kallad Plastfasad, är en plastpanel tillverkad av PVC (polyvinylklorid) med diverse tillsatser. Panelen används som fasadbeklädnad för såväl nytillverkade som äldre byggnader. PVC-fasaden är ett alternativ till de många andra fasadmaterial exempelvis trä, tegel, puts, plåt etc. som finns på marknaden. PVC-panelen kännetecknas framför allt av sin mycket långa livslängd med låga krav på underhåll.

## Historik
Polyvinylklorid (PVC) är en av de vanligaste plastsorterna. Det är en polymer som är uppbyggd av flera sammanbundna vinylkloridmolekyler. Det är en termoplast som tillverkas genom att man adderar klor till eten, och det är en av basplasterna. Sedan den uppfanns på 1930-talet har den ofta använts inom byggindustrin i områden som; rör, elkablar, fönster och fasader. Det är framför allt i USA, Kanada och Australien där PVC-fasad är allmänt förekommande.

## Tillverkning
Tillverkningen av panelen sker genom att två strängpressade lager sammanfogas till ett homogent lager. Till det översta lagret, det som skall exponeras mot väder och vind, tillsätts ca 10 procent titaniumdioxid, ett pigment som ger PVC-plasten dess UV-resistenta egenskaper. Andra kemikalier som påverkar produktens kvalitet och livslängd tillsätts av tillverkarna. De arbetar ofta med egna patenterade tillverkningsprocesser.

## Övrigt
En relativt unik egenskap för materialet är att det expanderar respektive krymper i varma och kalla temperaturer. Detta får till följd att panelen måste "fästas löst" på underlaget så att det kan röra sig fritt under temperaturvariationer. Rörelsen är relativt liten, ca 8 millimeter över en 3 meters längd.